# Черна (област Добрич)
Вижте пояснителната страница за други значения на Черна.
Черна е село в Североизточна България. То се намира в община Добричка, област Добрич.

## Название
Няколко са теориите защо по време на масовото преименуване на населените места в Добруджа през 40-те години на 20 век селото Енидже фандаклъ е получило името Черна. Според историци от Добрич причината е, че през Първата световна война много от мобилизираните местни хора са загинали при завоя на река Черна в Македония. Според друга популярна теория, през 40-те години на миналия век кмет на селото става току-що завършилият скулптура Иван Димов, родом от село Телериг. Месеците, които прекарал на кметския пост, му се видели черни и това го мотивирало да даде предложение за българско име на населеното място. Това е и най-разпространената сред хората в Черна хипотеза за името на селото.

## География
Село Черна се намира в Североизточен планов регион на България, като разстоянието до София е 371 km. Населеното място е разположено в гориста местност.

## История и археология
През 1985 г. при разкопките на тракийския некропол до Черна, Иван Василчин проучва и 21 ранносредновековни гроба. Най-богат е гроб 3, съдържащ безурново трупоизгаряне. Гробният инвентар включва гърне, железен нож, чифт бронзови обеци с висулки от три кухи сфери, посребрено бронзово огледало, две сребърни апликации и силно деформиран сребърен предмет. Счита се, че това са най-представителните женски гробове, свързани с дохристиянската култура на Дунавските българи.
Турското име на Черна е Енидже. Някога недалеч от селището е имало лешникова гора, от която селото получава името Енидже кьой фандаклъ (Новото село край лешниковата гора). Известно е, че през 19 век селото е с турско население. Предполага се, че населеното място тогава се е намирало на около 2 km североизточно от днешното селище. Предание разказва, че в средата на 19 век старото село е било покосено от чумна епидемия. Оцелелите турци решили да се преместят. Когато построили къщите си на новото място, нарекли селото „Ени джан“ (нов живот). Българите се появяват в края на 19-и и началото на 20 век. Предполага се, че първите български заселници са дошли от Кръгулево. След окупирането на Южна Добруджа от Румъния през 1918 година, тук са заселени колонисти – арумъни от Македония. След 1940 годино на тяхно място идват преселници от Северна Добруджа. Те са основно от селата Голям и Малък Гаргалък – на 25 – 30 km южно от Кюстенджа.
По бойните полета на Втората световна война селото се гордее с четирите медала за храброст на Недялко Петров. Единственият останал жив фронтовак Господин Колев Енчев е носител на три военни отличия.

## Обществено обслужване
Основното училище в Черна е създадено непосредствено след възвръщането на Южна Добруджа към България – през късната есен на 1940 година. Носи името „Братя Миладинови“. Детската градина е с 20 места. Преобладаващата част от децата са ромчета. В центъра на селото са сградата на читалището, в която се помещава и кметството.
В Черна функционират две чешми. По-старата се нарича „Горчивата“, а другата, непосредствено до входа на селото откъм Добрич се нарича „Сладката“.
Етническият състав е смесен – българи, роми и турци. Къщите в селото са 180, землището е 13 200 дка и се обработва от няколко арендатори. Шест къщи в селото са собственост на англичани.

## Население
Преброяване на населението през 2011 г.
Численост и дял на етническите групи според преброяването на населението през 2011 г.:
|                     | Численост | Дял (в %) |
| Общо                | 532       | 100,00    |
| Българи             | 123       | 23,12     |
| Турци               | 40        | 7,51      |
| Цигани              | 364       | 68,42     |
| Други               | 0         | 0,00      |
| Не се самоопределят | 4         | 0,75      |
| Неотговорили        | 1         | 0,18      |

## Религии
В селото врати отвори новият църковен храм „Успение на Пресвета Богородица“. Църквата е осветена от Варненския и Великопреславски митрополит Кирил, в присъствието на кмета на общината Петко Петков. Има и една джамия, която се намира срещу кметството.

## Редовни събития
Празникът на селото е на 24 май.